# Nimr Baqr al-Nimr

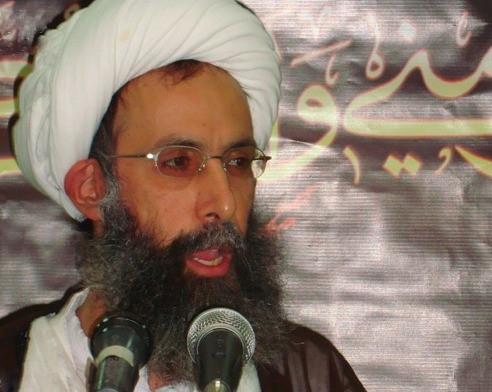
Nimr Baqr al-Nimr 2009

Nimr Baqr al-Nimr, även kallad Nimr Baqir al-Namr och Schejk Nimr, född 1959 i al-Awamiyah i ash-Sharqiyya-provinsen, död 2 januari 2016 i Saudiarabien, var en shiamuslimsk religiös ledare som verkade i al-Awamiyah. Han var populär bland den shiitiska minoriteten i landet och kritisk till den saudiska kungafamiljen. Han ville bland annat att landet ska följa iransk modell av styre. År 2009 kritiserade han de saudiska myndigheterna för brister vad gäller mänskliga rättigheter. Efter att en arresteringsorder utfästs sköts han i benet och arresterades den 8 juli 2012. Han förblev fängslad till den 2 januari 2016, då han avrättades efter att i oktober 2014 blivit dömd till döden för att, enligt domen, ha uppmuntrat iransk inblandning i Saudiarabien och "rest vapen mot säkerhetsstyrkorna".
Hans 17-årige brorson sitter också fängslad, efter att ha dömts till döden genom korsfästelse.